# Юмі

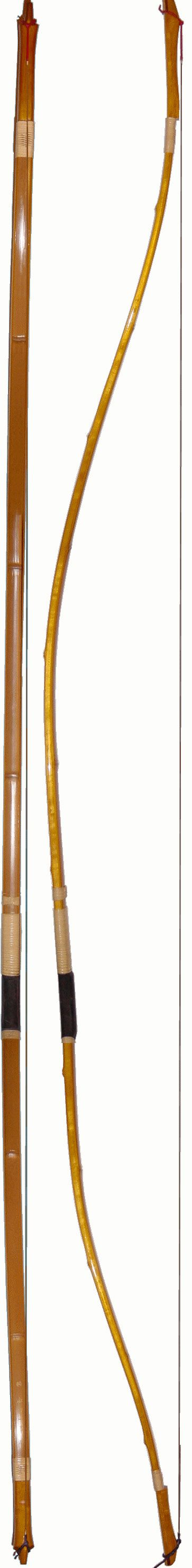

Юмі — це традиційний японський лук, який використовують для занять кюдо.

## Історія
Лук японці знали і поважали ще за давніх часів, але основний розквіт почався у 300—700 рр.
В цей час в Японію завезли коней. Саме це стало причиною. перевороту у воєнній справі. Якщо раніше армію складала лише піхота, яка була досить повільна, то з появою кінноти, озброєної луками, армія ставала все непереможнішою. Всі вершники (їх називали іте) були обов'язково знатного роду. Їх з дитинства навчали лучній стрільбі. Розмір армії в Древній Японії також рахувався за кількістю озброєних лучників.
В Х тв ХІ століттях тактика боя почала мінятися. Тепер головним було не просто стріляти, а робити це в галопі, в останній момент, міняти напрямок, що викликало паніку у ворогів.
В Середньовіччі юмі робили настільки важкими, що інколи для його натягу потрібно було 7 чоловік.
Японці продовжували використовувати луки, навіть коли був винайдений порох.

## Форма і довжина
Юмі не переплутати з ніяким іншим луком. Його основною відмінністю є те, що його нижнє плече приблизно в 2 рази коротше за верхнє. Така форма є зручною, як для стрільби з коня, так і з місця.
Довжина лука варіює від 2-х метрів.

## Тятива
Тятива для юмі називається цуру. Традиційно вона виготовляється з рослинної тканини і покривається воском. Кожен лучник мав при собі запасну тятиву. Зараз, звичайно, цуру виготовляють з сучасних матеріалів, таких як кевлар.

## Юмі і сучасність
Незважаючи на те, що юмі японський лук, навчитися стріляти з нього може кожен. Багато[скільки?] майстрів опанувало техніку виготовлення цієї стародавньої зброї. А позмагатися можна на будь-яких змаганнях з традиційного лука.[джерело?]